# Armadura (música)

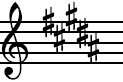
Armadura de sol sostingut menor

L'armadura és el conjunt de notes que queden alterades en una composició musical. S'indica al començament de la composició i es repeteix, a manera de recordatori, al començament de cada línia, tot i que en l'escriptura de la música moderna és habitual obviar aquest detall.
La raó de ser de l'armadura és poder fer sonar una escala major o una escala menor començant amb cadascuna de les notes de l'escala cromàtica. Així, per exemple, començant per la nota do, podem fer una escala major sense fer servir cap alteració, però si volem començar aquesta mateixa escala en la nota re, per poder mantenir la successió de tons i de semitons que caracteritzen l'escala major, ens veiem en la necessitat d'alterar algunes notes, en aquest cas el fa i el do amb sengles sostinguts.
Cada tonalitat té la seva pròpia armadura; cada armadura correspon a una tonalitat major i a la seva relativa menor natural. Algunes tonalitats empren armadures en què les notes alterades són sostinguts, mentre que altres tonalitats empren armadures en què les alteracions són bemolls.
La relació d'armadures principals i les tonalitats a què corresponen és la següent:
- 1 sostingut (fa). Tonalitats de sol major i mi menor
- 2 sostinguts (fa, do). Tonalitats de re major i si menor
- 3 sostinguts (fa, do, sol). Tonalitats de la major i fa sostingut menor
- 4 sostinguts (fa, do, sol, re). Tonalitats de mi major i do sostingut menor
- 1 bemoll (si). Tonalitats de fa major i re menor
- 2 bemolls (si, mi). Tonalitats de si bemoll major i sol menor
- 3 bemolls (si, mi, la). Tonalitats de mi bemoll major i do menor
- 4 bemolls (si, mi, la, re). Tonalitats de la bemoll major i fa menor

L'ordre complet dels sostinguts és: fa, do, sol, re, la, mi, si. I l'ordre dels bemolls és: si, mi, la, re, sol, do, fa.